# بخش نارایانپت
بخش نارایانپت (به انگلیسی: Narayanpet district) یک منطقهٔ مسکونی در هند است که در تلانگانا واقع شده‌است. بخش نارایانپت ۲٬۳۳۶ کیلومتر مربع مساحت و ۵۶۶٬۸۷۴ نفر جمعیت دارد.